# San Benito (rivier)

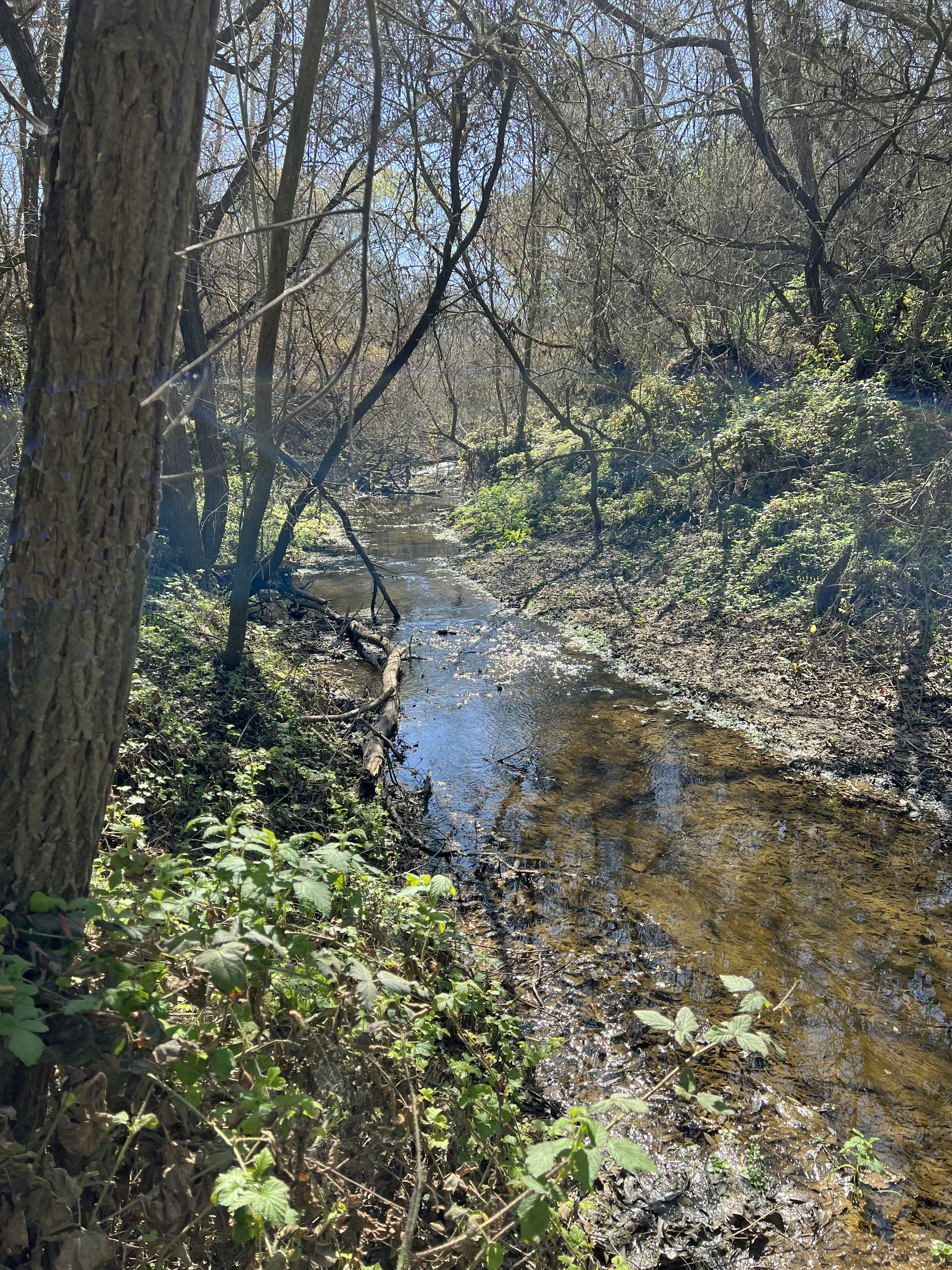
blik stroomopwaarts vanaf de monding van de San Benito-rivier

De San Benito River is een 175 km lange rivier die in noordwestelijke richting stroomt tussen de Diablo Range en de Gabilan Range, aan de centrale kust van Californië. De rivier begint in de zuidoostelijke hoek van San Benito County in Californië. In het uiterste noordwestelijke deel van de county mondt zij uit in de Pajaro. De San Benito is langer dan de Pajaro en heeft een groter stroomgebied, maar heeft verhoudingsgewijs lagere debieten.
Juan Crespí gaf de rivier tijdens zijn expeditie in 1772 haar naam ter ere van Sint-Benedictus (Spaans: San Benito), de patroonheilige van het kloosterleven.

## Stroomgebied en loop
De San Benito heeft een stroomgebied van 1.400 km². Tres Pinos Creek is de belangrijkste zijrivier. Vanaf de bron op een hoogte van 1450 m, beginnend ten zuidoosten van de Santa Rita Peak in de Diablo Range in het uiterste zuiden van San Benito County, stroomt de rivier naar het Hernandez-reservoir, gevormd door een dam gebouwd in de vroege jaren zestig voor irrigatie en voor overstromingsbeheersing. Onder de dam is de stroombedding in de zomer grotendeels droog, aangezien de Central Coast bijna al zijn regen in de winter ontvangt. Terwijl de rivier in noord-noordwestelijke stroomt, gaat hij door de kleine plaatsen San Benito, Paicines en Tres Pinos, voordat hij uiteindelijk Hollister bereikt. Daar buigt zij westwaarts af naar de San Juan-vallei en volgt de noordelijke heuvels tot zij noordwaarts afbuigt naar zijn samenvloeiing met de rivier de Pajaro, ongeveer 24 km stroomopwaarts van de monding van laatstgenoemde rivier in Monterey Bay.

## Geologie
De bodems in de omgeving hebben serpentine als basis, die van nature asbest bevat. Mijnbouw van asbest, zand, grind en gips blijft het stroomgebied aantasten. Langs delen van de rivier vind je daklozenkampen, afval, beton, sporen van schade door mijnbouw en af en toe een fossiel. De officiële staatssteen van Californië, Benitoiet, werd voor het eerst ontdekt aan de bovenloop van de rivier. Het mineraal is genoemd naar de county van herkomst: San Benito County.

## Ecologie
Na heropname van de afvalverwijdering nabij de monding van de San Benito-rivier door de natuurbeschermingsgroep, CHEER, keerde de jonge regenboogforel ( Oncorhynchus mykiss ) terug, wat aangeeft dat er na 75 jaar opnieuw een succesvolle paai- en kweekhabitat aanwezig was. In 1940 verklaarde het California Department of Fish and Wildlife (CDFW) dat San Benito Creek "een goede forelstroom in de bovenloop is" met in sommige jaren "aanzienlijke hoeveelheden regenboogforel". In 1962 verklaarde het CDFW echter dat de "kleine sporadische paaing van regenboogforellen" in de rivier "grotendeels, zoniet volledig is geëlimineerd door de bouw van het Hernandez-project" ten zuidoosten van de plaats San Benito.